# Urtica taiwaniana
Urtica taiwaniana är en nässelväxtart som beskrevs av Shao Shun Ying. Urtica taiwaniana ingår i släktet nässlor, och familjen nässelväxter. Inga underarter finns listade i Catalogue of Life.